# Zeuxia nigricornis
Zeuxia nigricornis là một loài ruồi trong họ Tachinidae.